# Geheimprozess
Ein Geheimprozess ist ein Gerichtsverfahren, das durch Ausschluss der Öffentlichkeit und die dadurch mögliche rechtliche Benachteiligung des Angeklagten gekennzeichnet ist. Geheimprozesse sind ein wesentliches Merkmal autoritär regierter Staaten und von Diktaturen. In modernen Rechtsstaaten sind Geheimprozesse gesetzlich ausgeschlossen, in Deutschland beispielsweise durch die Strafprozessordnung. In vielen totalitären Staaten gehören Geheimprozesse auch heute noch zur staatlichen Unterdrückung.

## Charakteristik
Ein Geheimprozess dient in der Regel nicht der Gerechtigkeitsfindung, sondern der Durchsetzung der Interessen der herrschenden Gruppierung gegenüber politischen oder sonstigen Gegnern. Er ist im Allgemeinen weder für die Öffentlichkeit zugänglich, noch wird darüber in den Medien berichtet. Das Urteil bzw. die Urteilsbegründung werden häufig nicht veröffentlicht. Oft gibt es auch keine formelle Anklage oder der Angeklagte erhält keinen Einblick in die Klageschrift. Häufig wird dem Angeklagten rechtlicher Beistand durch einen Rechtsanwalt verweigert oder ihm ein Pflichtverteidiger zur Seite gestellt, der ineffektiv oder sogar im Sinne der Anklage handelt. Er kann auch keine Zeugen zu seiner Entlastung benennen. Üblicherweise hat der Verurteilte keine Chance, gegen das Urteil Rechtsmittel einzulegen, es also von einer weiteren Instanz überprüfen zu lassen.

## Geschichte
Geheimprozesse waren ein beständiges Element der meisten autoritären oder Unrechtsregime der Neuzeit. Auch im Mittelalter gab es Geheimprozesse wie die Feme. Das bekannteste Beispiel aus der neueren Zeit sind die Stalinistischen Säuberungen unter Stalin. Obwohl vor allem die Moskauer Schauprozesse bekannt wurden, verurteilte man die meisten Opfer in geheimen Prozessen. Dazu gehörten neben tausenden anderen Michail Tuchatschewski und andere Offiziere der Roten Armee, deren Hinrichtung erst nach der Ausführung bekanntgegeben wurde. Der vorsitzende Richter der Moskauer Schauprozesse, Wassili Ulrich, leitete auch eine große Anzahl von Geheimprozessen, die teilweise nur einige Minuten dauerten.
Die DDR führte ebenfalls Geheimprozesse durch. Das bekannteste Beispiel sind die Waldheimer Prozesse, die auch zu einem kleinen Bruchteil als öffentliche Schauprozesse abliefen. Werner Teske wurde 1981 in einem Geheimprozess zum Tod verurteilt und erschossen, die Todesursache verheimlichten die Behörden sogar gegenüber seiner Familie.
Laut Angaben von Amnesty International von 2006 gehörten Geheimprozesse zu diesem Zeitpunkt unter anderem in China, dem Iran, Usbekistan, Oman, Nigeria und Äthiopien zur gängigen Justizpraxis.

## Abgrenzung zu Prozessen unter Ausschluss der Öffentlichkeit in der Bundesrepublik Deutschland
Unter besonderen rechtlichen Voraussetzungen ist der Ausschluss der Öffentlichkeit in der Bundesrepublik Deutschland zulässig. Dies ist regelmäßig bei Jugend- und Sexualdelikten der Fall, um die Interessen der Opfer zu schützen, aber auch bei Staatsschutzverfahren bzw. Landesverrats- und Hochverratsverfahren, wenn Sachverhalte der Geheimhaltung unterliegen. Rechtliche Grundlage ist die Strafprozessordnung (StPO), die Zivilprozessordnung (ZPO) und das Gerichtsverfassungsgesetz (GVG), §§169–175. Ein Beispiel für die übliche Praxis des Öffentlichkeitsausschlusses war der Landesverratsprozess 1991 gegen Gabriele Gast, die als Regierungsdirektorin im Bundesnachrichtendienst jahrzehntelang für das Ministerium für Staatssicherheit der DDR spioniert hatte.
Solche Verfahren mit Geheimdienstbezug werden in der Presse zum Teil als „geheimer Prozess“ oder „Geheimprozess“ bezeichnet. Im Jahr 2002 wurde beispielsweise gegen den Bundesnachrichtendienst-Mitarbeiter Norbert Juretzko ein Strafverfahren durchgeführt, bei dem ebenfalls die Öffentlichkeit ausgeschlossen wurde. Juretzko wurde im Nachspiel der Affäre um den hochrangigen BND-Mitarbeiter Volker Foertsch wegen Veruntreuung von Agentenhonoraren angeklagt. Erst nach Erscheinen von Juretzkos Buch Bedingt Dienstbereit 2005 wurde erstmals über das Verfahren berichtet. Der Berliner Tagesspiegel schrieb über den Fall: „Der Prozess fand im Landgericht München hinter verschlossenen Türen statt, bis heute darf Juretzko nicht über die Verhandlung reden.“ Der Münchner Merkur berichtete zum gleichen Thema: „Foertsch wurde rehabilitiert und Juretzko in einem Geheimprozess verurteilt, weil er den BND um Geld geprellt haben soll.“